# Torp (Öland)
Torp ist ein Dorf im Norden der schwedischen Ostseeinsel Öland.
Das Dorf liegt unmittelbar östlich des Orts Byxelkrok und gehört zur Gemeinde Borgholm. Durch das weniger als 50 Einwohner (Stand 2005) zählende Torp führt die Landstraße 136.
Torp ist deutlich älter als das später direkt an der Küste des Kalmarsunds entstandene Byxelkrok. Im 18. Jahrhundert bestand Torp aus 24 Höfen. 1850 fand auch in Torp der Bödaaufstand stand. Neun Einwohner wurden verhaftet. Ein im Ort aufgestellter Gedenkstein erinnert hieran. 1852 wurde ein Silberschatz aus 600 Münzen und Schmuck gefunden, der auf die Mitte des 11. Jahrhunderts datiert wurde.
Östlich von Torp befinden sich die Reste des Dorfes Åker, welches im 5. Jahrhundert eines der größten Dörfer auf Öland war. Ebberskog, ein weiteres eisenzeitliches Dorf, lag nördlich von Torp.
Koordinaten: 57° 19′ N, 17° 1′ O